# Tournoi de tennis de Bayonne

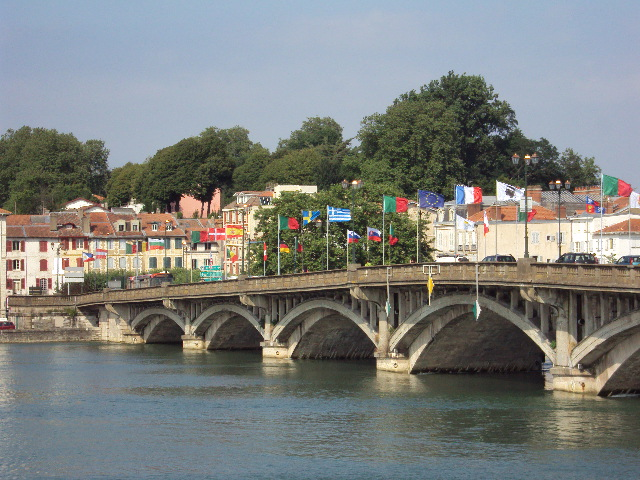
Ville de Bayonne

Le tournoi de Bayonne (Pyrénées-Atlantiques, France) est un tournoi de tennis féminin du circuit professionnel WTA.
Il a été organisé à quatre reprises de 1989 à 1992.

## Palmarès

### Simple
| No | Date       | Nom et lieu du tournoi                   | Catégorie | Dotation  | Surface         | Vainqueure       | Finaliste         | Score         |         |
| -- | ---------- | ---------------------------------------- | --------- | --------- | --------------- | ---------------- | ----------------- | ------------- | ------- |
| 1  | 16-10-1989 | Open de La Côte Basque, Bayonne          | Tier V    | 100 000 $ | Dur (int.)      | Katerina Maleeva | Conchita Martínez | 6-2, 6-2      | Tableau |
| 2  | 24-09-1990 | Open Whirlpool-Ville de Bayonne, Bayonne | Tier V    | 100 000 $ | Moquette (int.) | Nathalie Tauziat | Anke Huber        | 6-3, 7-6      | Tableau |
| 3  | 23-09-1991 | Open Whirlpool-Ville de Bayonne, Bayonne | Tier IV   | 150 000 $ | Moquette (int.) | Manuela Maleeva  | Leila Meskhi      | 4-6, 6-3, 6-4 | Tableau |
| 4  | 28-09-1992 | Open Whirlpool-Ville de Bayonne, Bayonne | Tier IV   | 150 000 $ | Moquette (int.) | Manuela Maleeva  | Nathalie Tauziat  | 6-7, 6-2, 6-3 | Tableau |

### Double
| No | Date       | Nom et lieu du tournoi                  | Catégorie | Dotation  | Surface         | Vainqueures                        | Finalistes                          | Score         |         |
| -- | ---------- | --------------------------------------- | --------- | --------- | --------------- | ---------------------------------- | ----------------------------------- | ------------- | ------- |
| 1  | 16-10-1989 | Open de La Côte Basque Bayonne          | Tier V    | 100 000 $ | Dur (int.)      | Manon Bollegraf Catherine Tanvier  | Elna Reinach Raffaella Reggi        | 7-6, 7-5      | Tableau |
| 2  | 24-09-1990 | Open Whirlpool-Ville de Bayonne Bayonne | Tier V    | 100 000 $ | Moquette (int.) | Louise Field Catherine Tanvier     | Jo-Anne Faull Rachel McQuillan      | 7-6, 6-7, 7-6 | Tableau |
| 3  | 23-09-1991 | Open Whirlpool-Ville de Bayonne Bayonne | Tier IV   | 150 000 $ | Moquette (int.) | Patricia Tarabini Nathalie Tauziat | Rachel McQuillan Catherine Tanvier  | 6-3, ab.      | Tableau |
| 4  | 28-09-1992 | Open Whirlpool-Ville de Bayonne Bayonne | Tier IV   | 150 000 $ | Moquette (int.) | Linda Ferrando Petra Langrová      | Claudia Kohde-Kilsch Stephanie Rehe | 1-6, 6-3, 6-4 | Tableau |